# Président de la république islamique d'Iran
 (février 2020).
Si vous disposez d'ouvrages ou d'articles de référence ou si vous connaissez des sites web de qualité traitant du thème abordé ici, merci de compléter l'article en donnant les références utiles à sa vérifiabilité et en les liant à la section « Notes et références ».
Le président de la république islamique d'Iran est le chef du gouvernement de la république islamique d'Iran.
Il a un rôle très important dans les institutions politiques de l'Iran, bien que n'étant pas le chef de l'État, rôle assumé par le Guide de la Révolution. La fonction a été instituée en 1979 par la constitution de la République islamique à la suite de la révolution iranienne qui vit la fin de l’État impérial et de la dynastie Pahlavi. La présidence de la République était à l'origine plutôt honorifique mais est devenue un poste de plus en plus important, surtout depuis 1989 avec l'abolition du poste de Premier ministre, qui transfère au président la direction du gouvernement de l'Iran.
L'actuel titulaire de la fonction est Massoud Pezechkian, depuis le 28 juillet 2024.

## Fonctions
Contrairement à la plupart des républiques, le chef de l'État iranien n'est pas le président de la République mais le Guide suprême, qui est un personnage religieux sélectionné par une Assemblée des experts. L'ayatollah Rouhollah Khomeini, par exemple, qui est peut-être le dirigeant iranien le plus célèbre en Occident, était guide suprême et non président.
Malgré cela, le président de la République remplit de nombreuses fonctions revenant traditionnellement à un chef d'État, comme le fait de nommer les ambassadeurs. Depuis la modification de la constitution en 1989 qui a supprimé la fonction de Premier ministre et a fusionné la plupart des tâches du Premier ministre avec celles du président, la présidence de la République est devenue un poste significatif sur le plan de l'influence gouvernementale. Il préside le gouvernement de l'Iran.
Le président est responsable de la mise en œuvre de la constitution et de l'exercice du pouvoir exécutif, à l'exception des prérogatives qui reviennent au Guide suprême. Le président nomme et supervise le Conseil des Ministres, coordonne les décisions du gouvernement et sélectionne les politiques du gouvernement avant qu'elles soient transmises au parlement. Huit vice-présidents assistent le président, ainsi qu'un cabinet de 21 ministres, qui doivent tous être approuvés par le parlement. Contrairement à de nombreux autres États, la branche exécutive en Iran ne contrôle pas les forces armées. Bien que le président nomme les ministres du renseignement et de la défense, il est de coutume que le président obtienne l'accord explicite du Guide suprême pour ces deux ministres avant de les présenter au parlement pour le vote de confiance.
De plus, en tant que plus haute autorité élue du pays, le président de la République est responsable vis-à-vis de l'opinion publique alors que le Guide suprême ne l'est pas.

## Élection
Le président de la République islamique d'Iran est élu au scrutin uninominal majoritaire à deux tours pour un mandat de quatre ans renouvelable une seule fois de manière consécutive,. Le suffrage est permis à tout citoyen iranien ayant plus de 15 ans. La sélection des candidats pour l'élection est limitée aux candidats approuvés par le conseil des Gardiens. Les 12 membres de ce conseil sont nommés directement ou indirectement par le Guide suprême et sont destinés à préserver les valeurs du gouvernement islamique théocratique d'Iran.
Pour être éligible à la présidence, le conseil proclame que les conditions suivantes doivent être remplies :
- être un homme ;
- être musulman duodécimain ;
- avoir entre 25 et 75 ans ;
- ne pas avoir été condamné ;
- ne pas avoir servi le pays pendant la monarchie iranienne ;
- être loyal à la République islamique.

La légalité de la candidature des femmes dépend de l'interprétation de l'obligation, suivant l'article 115 de la constitution, que le candidat soit un rajol-e siasi. Ce terme arabe signifie suivant les interprétations « homme politique » ou « personnalité politique ». La première interprétation est utilisée par le conseil des gardiens pour rejeter la candidature en 1997 d'Azam Taleghani première femme candidate à la présidence. Néanmoins, avant l'élection présidentielle de 2021, le porte-parole du conseil des gardiens a indiqué qu'il n'y pas d'obstacle juridique à ce qu'une femme soit présidente.
Selon la constitution iranienne, le président est choisi parmi les personnes remplissant les conditions suivantes : d’origine iranienne, de nationalité iranienne, administrateur et avisé, pourvu de bons antécédents, digne de confiance, vertueux, pieux et attaché aux fondements de la République islamique d’Iran et à la religion officielle du pays.
Si ces conditions ne sont pas réunies, le conseil des gardiens met son veto au candidat. La procédure d'approbation est considérée comme une vérification du pouvoir du président. Généralement, seule une infime minorité de candidats sont approuvés. Dans l'élection de 1997 par exemple, seulement 4 des 238 candidats potentiels ont pu se présenter à l'élection. Aucune femme n'a jamais été autorisée à se présenter. Les observateurs occidentaux critiquent ce système d'approbation qui est une manière pour le conseil des Gardiens et le guide suprême de s'assurer que seuls des candidats fondamentalistes comme eux puissent gagner le poste présidentiel.
Le président de la République doit être élu à la majorité simple d'un vote populaire. Un deuxième tour peut être nécessaire pour terminer le processus d'élection.
D'après la constitution iranienne, en cas de décès, de révocation, de démission, d'absence ou de maladie de plus de deux mois du président de la République ou si son successeur n'a pu être élu, c'est le premier vice-président qui exerce provisoirement les charges du président de la République (131e principe de la Constitution). Avant la révision de 1989 un Conseil présidentiel provisoire formé du Premier ministre, du président de l'Assemblée
consultative islamique et du président de la Cour suprême exerçait les fonctions présidentielles en attendant la tenue d'élections.
Le président élu devient automatiquement président du Conseil de la révolution culturelle et du Conseil de sécurité nationale.

## Liste
| N° | Portrait | Nom Dates de naissance et de décès      | Élection                         | Début de mandat | Fin du mandat   | Guide suprême      |
| -- | -------- | --------------------------------------- | -------------------------------- | --------------- | --------------- | ------------------ |
| 1  |          | Abolhassan Bani Sadr (1933-2021)        | 1980                             | 4 février 1980  | 21 juin 1981    | Rouhollah Khomeini |
| 2  |          | Mohammad Ali Radjaï (1933-1981)         | 1981                             | 2 août 1981     | 30 août 1981    | Rouhollah Khomeini |
| 3  |          | Ali Khamenei (né en 1939)               | 1981                             | 9 octobre 1981  | 3 août 1989     | Rouhollah Khomeini |
| 3  | 1985     | Ali Khamenei (né en 1939)               | Rouhollah Khomeini puis lui-même | 9 octobre 1981  | 3 août 1989     |                    |
| 4  |          | Hachemi Rafsandjani (1934-2017)         | 1989                             | 16 août 1989    | 3 août 1997     | Ali Khamenei       |
| 4  | 1993     | Hachemi Rafsandjani (1934-2017)         |                                  | 16 août 1989    | 3 août 1997     | Ali Khamenei       |
| 5  |          | Mohammad Khatami (né en 1943)           | 1997                             | 3 août 1997     | 3 août 2005     | Ali Khamenei       |
| 5  | 2001     | Mohammad Khatami (né en 1943)           |                                  | 3 août 1997     | 3 août 2005     | Ali Khamenei       |
| 6  |          | Mahmoud Ahmadinejad (né en 1956)        | 2005                             | 3 août 2005     | 3 août 2013     | Ali Khamenei       |
| 6  | 2009     | Mahmoud Ahmadinejad (né en 1956)        |                                  | 3 août 2005     | 3 août 2013     | Ali Khamenei       |
| 7  |          | Hassan Rohani (né en 1948)              | 2013                             | 3 août 2013     | 3 août 2021     | Ali Khamenei       |
| 7  | 2017     | Hassan Rohani (né en 1948)              |                                  | 3 août 2013     | 3 août 2021     | Ali Khamenei       |
| 8  |          | Ebrahim Raïssi (1960-2024)              | 2021                             | 3 août 2021     | 19 mai 2024     | Ali Khamenei       |
| -  |          | Mohammad Mokhber (intérim) (né en 1955) | -                                | 20 mai 2024     | 28 juillet 2024 | Ali Khamenei       |
| 9  |          | Massoud Pezechkian (né en 1954)         | 2024                             | 28 juillet 2024 | En fonction     | Ali Khamenei       |